# OPDS
 (février 2022).
Si vous disposez d'ouvrages ou d'articles de référence ou si vous connaissez des sites web de qualité traitant du thème abordé ici, merci de compléter l'article en donnant les références utiles à sa vérifiabilité et en les liant à la section « Notes et références ».
OPDS Catalogs (pour Open Publication Distribution System), est un format de syndication pour l'édition électronique s’appuyant sur ATOM (RFC4287) et le protocole HTTP (RFC2616). Il est développé par un groupement informel de partenaires, associant Internet Archive, O'Reilly Media, Threepress, Book Oven, Feedbooks, OLPC, et d’autres. Il permet l’agrégation, la distribution, la détection et l’acquisition de publications électroniques. OPDS utilise des standards ouverts existants ou émergents, en mettant l’accent sur la simplicité.